# Berzelia dregeana
Berzelia dregeana är en tvåhjärtbladig växtart som beskrevs av Colozza. Berzelia dregeana ingår i släktet Berzelia och familjen Bruniaceae. Inga underarter finns listade.